# Takamitsu Ota
Takamitsu Ota (Shizuoka, 19 juli 1970) is een voormalig Japans voetballer.

## Carrière
Takamitsu Ota speelde tussen 1990 en 2001 voor Toyota Motors, Shimizu S-Pulse, Consadole Sapporo en Jatco.